# Hyalinobatrachium taylori
Hyalinobatrachium taylori es una especie de anfibio anuro de la familia de las ranas de cristal (Centrolenidae). Se distribuye por la Guayana Francesa, Guayana, Surinam y Venezuela, así como en la región adyacente de la Sierra de la Mocidade en Brasil, entre los 30 y los 1850 m de altitud.